# نیروگاه بادی برازوس
نیروگاه بادی برازوس (انگلیسی: Brazos Wind Farm) در شهرستان‌های بوردن و اسکوری ایالت تگزاس واقع شده است. این نیروگاه مشتمل بر ۱۶۰ توربین بادی با ظرفیت هر توربین برابر با یک مگاوات می‌باشد و توسط شرکت میتسوبیشی تأمین گردید که در ماه دسامبر ۲۰۰۳ ساخت آن به پایان رسید. این نیروگاه بادی بر اساس تعهد بلند مدت، برق تولیدی خود را به شرکت توزیع برق محلی، انرژی تی‌ایکس‌یو می‌فروشد تا برق حدود ۳۰٬۰۰۰ خانه در تگزاس را تأمین کند. ۵۰ درصد از مالکیت این نیروگاه در اختیار شرکت شل ویندانرژی می‌باشد.